# 이너트키르헨
이너트키르헨(독일어: Innertkirchen)은 스위스 베른주의 인터라켄-오버하슬리 행정구역에 있는 마을이자 시정촌이다. 2014년 1월 1일 가트멘의 이전 지방 자치 단체는 이너트키르헨의 지방 자치 단체에 병합되었다.

## 역사

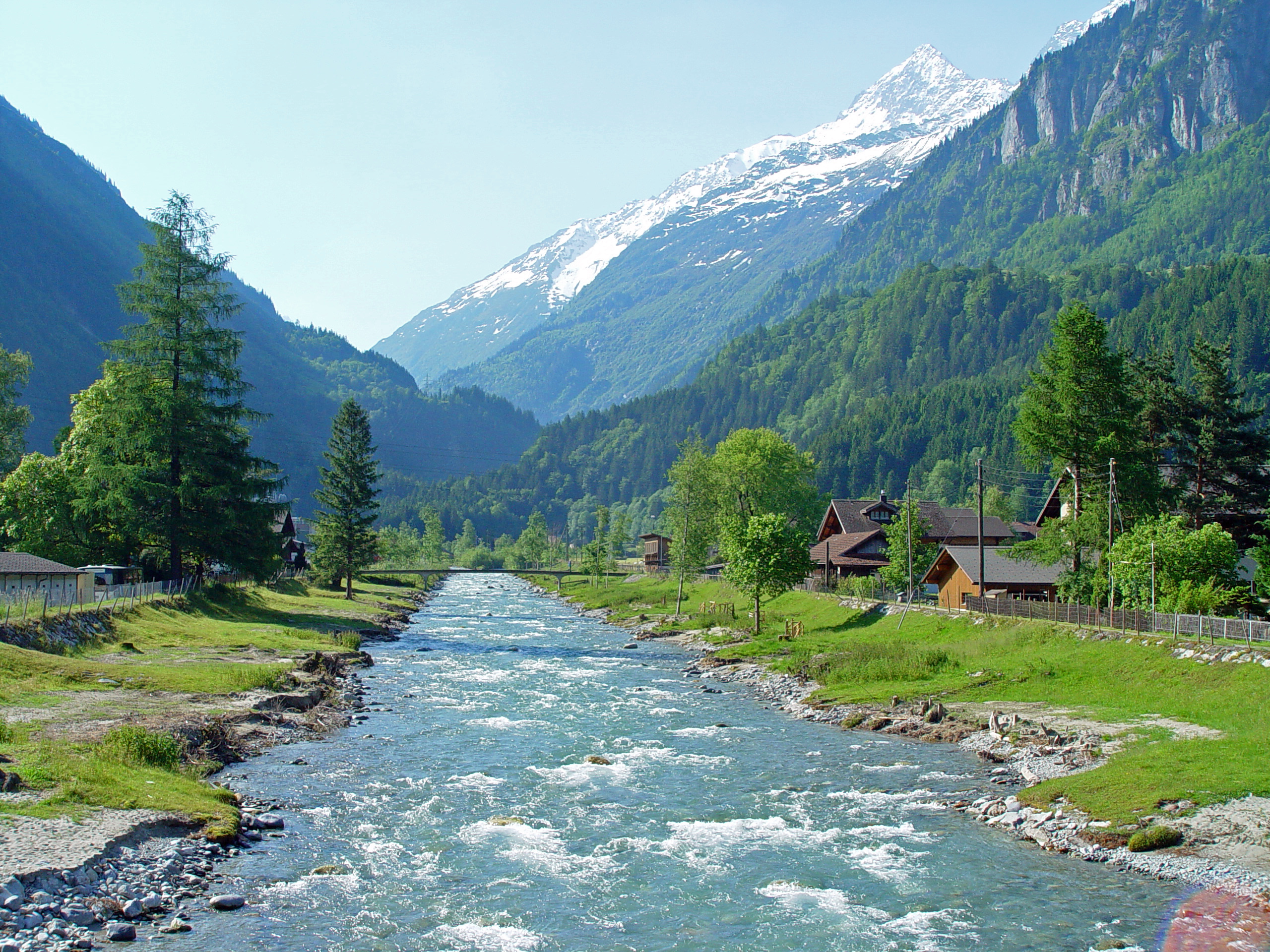
이너트키르헨의 아레강과 협곡

### 이너트키르헨
지방 자치 단체의 이름은 최근 유래되었으며, 1834년에 처음 등장했다. 그룬트, 보트티겐, 빌러-샤트자이테, 빌러-손자이테의 농업정착지 보이야트(Bäuerten)와 엡피겐(Äppigen)의 농업협동조합에서 형성되었다.
로마 주화와 로마 휴게소 유적이 시정촌에서 발견되었다. 중세 시대에 현대 시정촌의 높은 계곡과 고산 초원에서 많은 소규모 농업 공동체가 발전했다. 원래 그들은 1334년에 베른이 인수한 하슬리 제국의 포크트의 권한 아래 있었다. 베른의 통치 아래서 많은 먼 지주들이 작은 공동체를 다스렸다. 거의 동시에 그들은 마이링엔 교구의 일부가 되었다. 1713년 이너트키르헨 공동체는 카트멘 및 구탄넨의 지방 자치 단체와 통합되었다. 하슬레의 교구를 형성한다. 1816년 가트멘과 구탄넨이 독립 본당이 되었을 때, 이너트키르헨은 마이링엔에 다시 합류했다. 1835년 크룬트에 필리얼 교회가 세워졌고 1860년에는 이너트키르헨 교구의 중심이 되었다.
1334년 이후 지역 사회는 보이야트로 뭉쳐 계절별 고산 초원과 농지의 사용을 공유하고 규제했다. 15세기부터 보이어텐은 토지 권리와 지방 자치 단체 간의 경계에 대해 이웃 지역 사회 및 엥겔베르크 수도원과 자주 다투었다. 베른과 운터발덴 사이의 국경은 1828-29년까지 공식적으로 설정되지 않았다. 20세기까지 마을 경제는 계절별 고산 목축에 의존하여 말, 소를 기르고 치즈를 생산할 뿐만 아니라 그림젤 고개, 수스텐 고개 및 지역 요흐 고개를 통한 무역을 했다. 철광석, 용광로 그리고 포지는 16세기에 와일러에 세워졌다. 19세기까지 계속 운영되었다.
이너트키르헨을 구성하는 마을은 여전히 작았다. 1783년 가장 큰 정착지인 브뤼그에는 32채의 집이 있었고 브뤼그, 빈켈 및 운터슈톡으로 구성된 그룬트 보이야트 전체에는 총 62채가 있었다. 1814년에 마이링엔에서 브뤼그을 거쳐 수스텐 고개를 지나는 도로가 마을을 열기 시작했다. 외부 세계로. 1873년에는 그림젤 고개 위의 도로가 이어졌고 1957년에는 엔슈틀렌알프(Enstlenalp) 도로가 이어졌다. 19세기에 삼림의 남획은 홍수를 일으키고 눈사태를 증가시켰다. 이것은 인구 증가와 제한된 농경지와 결합되어 많은 주민들이 빈곤과 굶주림에서 벗어나 이주하도록 강요했다. 1925년 오버하슬리 AG 회사(이하 KWO)는 지방 자치 단체에 발전소를 건설하여 일자리를 제공하고 생활 수준을 개선했다. 발전소 건설은 이너트키르헨도 관광업에 개방했다. 오늘날 KWO는 이너트키르헨의 주요 고용주이다. 관광업은 중요한 2차 산업이며, 농업에 전업으로 참여하는 주민은 거의 없다.

### 가트멘(Gadmen)
가트멘(Gadmen)은 1382년에 im Gadmen으로 처음 언급되었다.
중세 시대에 가트멘 지역은 하슬리의 보그타이와 마이링엔 교구의 일부였다. 1334년에 전체 보그타이는 베른에 의해 인수되었다. 중세 시대에 마을에 예배당이 세워졌다. 1713년 가트멘은 이너트키르헨 교구의 일부가 되었고, 1722년 예배당은 효도 교회로 확장되었다. 1816년에 교회는 교구 교회가 되었고 가트멘은 독립 교구가 되었다.
마을 주민들은 일반적으로 농사를 지으며 계절에 따라 고산을 방목하고, 수스텐 고개를 건너는 교통수단으로 생활했다. 19세기 동안 농장은 점차 기계화되었고 많은 주민들이 일자리를 위해 북미로 이주해야 했다. 1939-45년에 수스텐 도로가 건설되면서 마을이 관광업에 개방되었고 추가 일자리가 생겼다. 건설 중 그리고 완공 후 오버하슬리 AG 발전소는 지방 자치 단체에서 가장 큰 고용주가 되었다.

## 지리

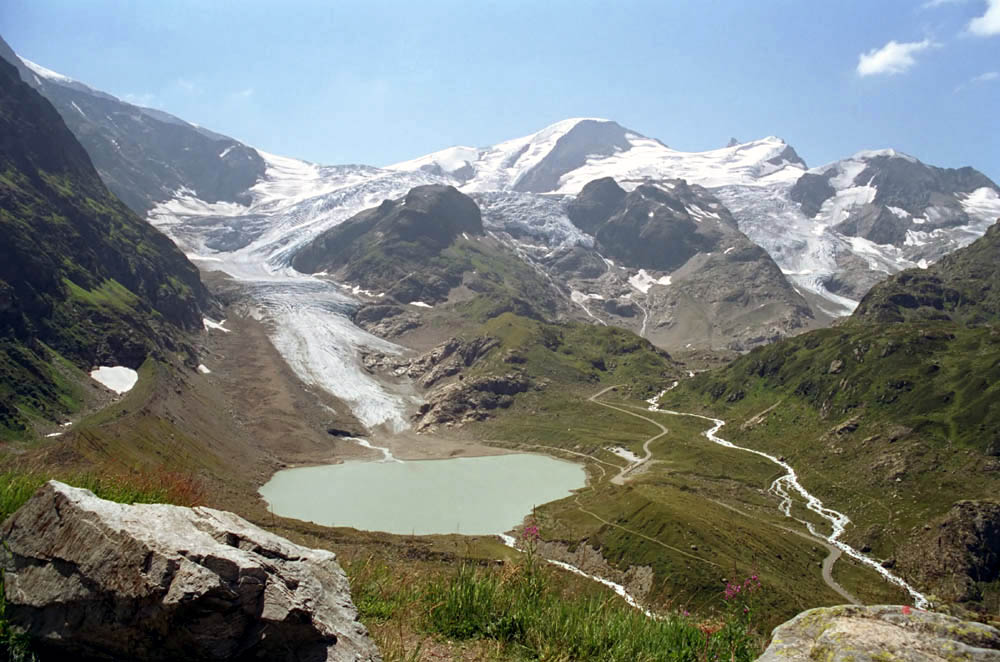
수스텐 고개에서 본 슈타인제와 가트멘의 풍경

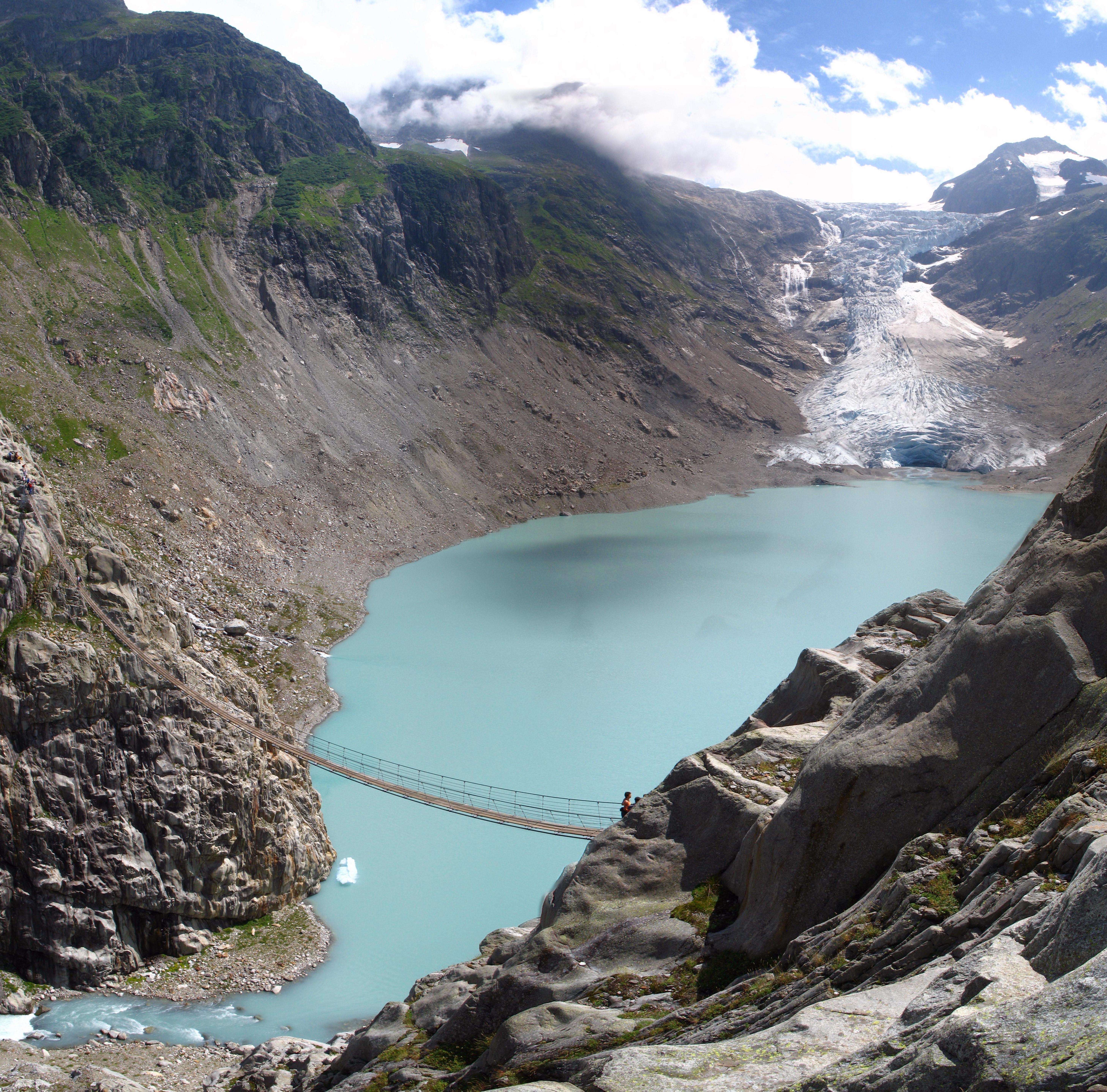
트리프트 빙하와 가트멘에 있는 호수

합병 후 이너트키르헨의 면적은 236.61k㎡이다. 합병 전에는 면적이 120.05k㎡였다. 2012년 기준으로 총 18.77k㎡ 또는 15.6%가 농업용으로 사용되는 반면 24.15k㎡ 또는 20.1%는 산림으로 사용된다. 나머지 시정촌은 0.92k㎡(0.8%)가 정착(건물 또는 도로), 1.97k㎡ (1.6%)가 강 또는 호수이고 74.18k㎡(61.8%)는 불모지이다.
같은 해 주택과 건물이 0.3%, 교통 인프라가 0.3%를 차지했다. 삼림 지대는 모두 울창한 숲으로 덮여 있다. 농경지 중 2.4%는 목초지이고 13.2%는 고산 목초지로 사용된다. 시정촌의 물 중 0.8%는 호수에, 0.8%는 강과 시내에 있다. 비생산적인 지역 중 11.5%는 비생산적인 초목, 29.0%는 초목이 자라기에는 너무 암석이 많은 지역, 21.3%의 땅은 빙하로 덮여 있다.
큰 고산 지자체가 우르바흐(Urbach)와 가트머(Gadmer) 시내가 아레강으로 합류하는 지점에 있다. 그것은 우르바흐 계곡, 가트멘 계곡, 겐 계곡, 베터호른과 가울리 빙하를 포함한다. 이너트키르헨은 1834년 그룬트, 보트티겐, 빌러-샤트자이테, 빌러-손자이테의 보이어텐(농업 공동체)과 엡피겐의 농업협동조합으로 만들어졌다. 가트멘과의 합병으로 시정촌 규모가 거의 두 배가 되었다. 카트멘은 베른 고원에 있다. 이전 시정촌의 동쪽 경계에 수스텐 고개와 함께. 시 경계는 850–1,250m 높이의 계곡 바닥에서 약 3,500m의 인근 산봉우리까지 뻗어 있다. 그것은 옵발덴, 니트발덴, 우리 및 발레주와 베른주의 경계에 위치하고 있다.
2014년 1월 1일 가트멘이 이너트키르헨으로 합병되었다.
2009년 12월 31일에 시정촌의 이전 지역인 암츠베지르크 오버하슬리가 해산되었다. 다음 날 2010년 1월 1일에 새로 설립된 베르발퉁슈크라이스 인터라켄-오버하슬리에 합류했다.

## 인구 통계

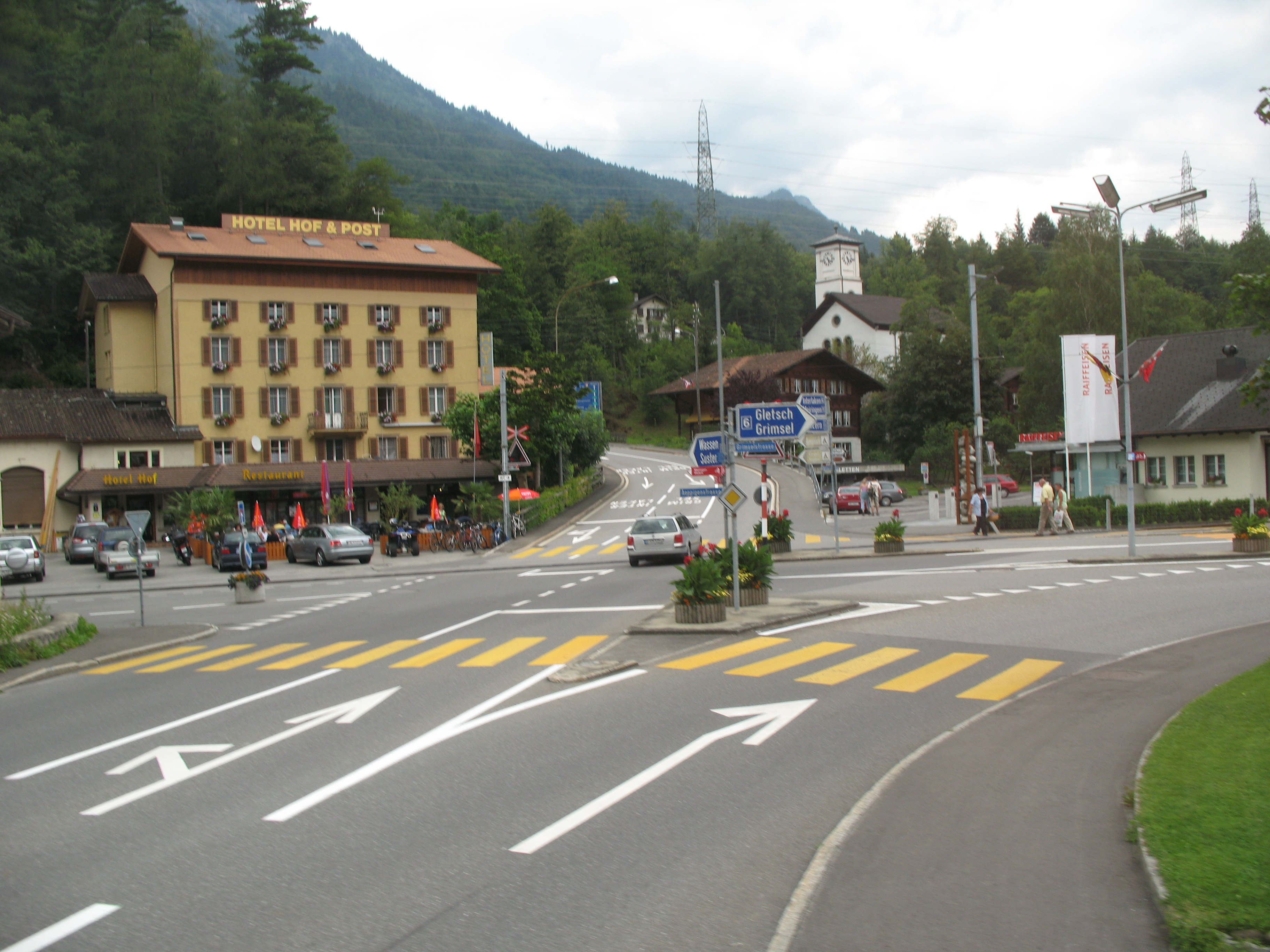
이너트키르헨 중심지, 수스텐과 그림젤 고개 교차로에서

합병 후 이너트키르헨의 인구(2020년 12월 기준)는 1,072명이다. 2011년 기준으로 인구의 6.7%가 거주하는 외국인이다. 지난 1년(2010-2011년) 동안 인구는 -2.3%의 비율로 변경되었다. 이민은 -4.2%, 출생 및 사망은 -0.2%를 차지했다.
인구의 대부분(2000년 기준)은 독일어 (893명 또는 95.4%)를 모국어로 사용하고, 포르투갈어가 두 번째로 많이 사용(10명 또는 1.1%)하고 이탈리아어가 세 번째(6명 또는 0.6%)로 사용된다. 프랑스어를 할 줄 아는 사람이 4명 있다.
2008년 기준으로 인구는 남성 49.7%, 여성 50.3%이다. 인구는 400명의 스위스 남성(인구의 46.7%)과 26명(3.0%)의 비스위스계 남성으로 구성되었다. 스위스 여성은 402명(46.9%), 비스위스계 여성은 29명(3.4%)이었다. 지방 자치 단체의 인구 중 406 또는 약 43.4%가 이너트키르헨에서 태어나 2000년에 그곳에 살았다. 같은 주에서 태어난 290 또는 31.0%가 있었고, 110 또는 11.8%가 스위스 타지에서 태어났다. 77명(8.2%)이 스위스 이외의 지역에서 태어났다.
2011년 기준으로 아동·청소년(0~19세)이 19.1%, 성인(20~64세)이 60.8%, 노인(64세 이상)이 20.1%를 차지한다.
2000년 기준으로 시정촌에는 미혼이며 미혼인 사람이 350명 있다. 기혼자는 493명, 미망인은 58명, 이혼한 사람은 35명이었다.
2010년 기준 1인 가구는 109가구, 5인 이상 가구는 23가구이다.  2000년 기준으로 상시 임대된 아파트는 총 365채(전체의 74.8%)였으며, 비수기 아파트는 87채(17.8%), 비어 있는 아파트는 36채(7.4%)였다. 2010년 시정촌 공실률은 1.09%였다. 2011년에 단독 주택은 시정촌 전체 주택의 53.6%를 차지했다.
역사적 인구 통계는 다음과 같았다.

## 국가중요문화재

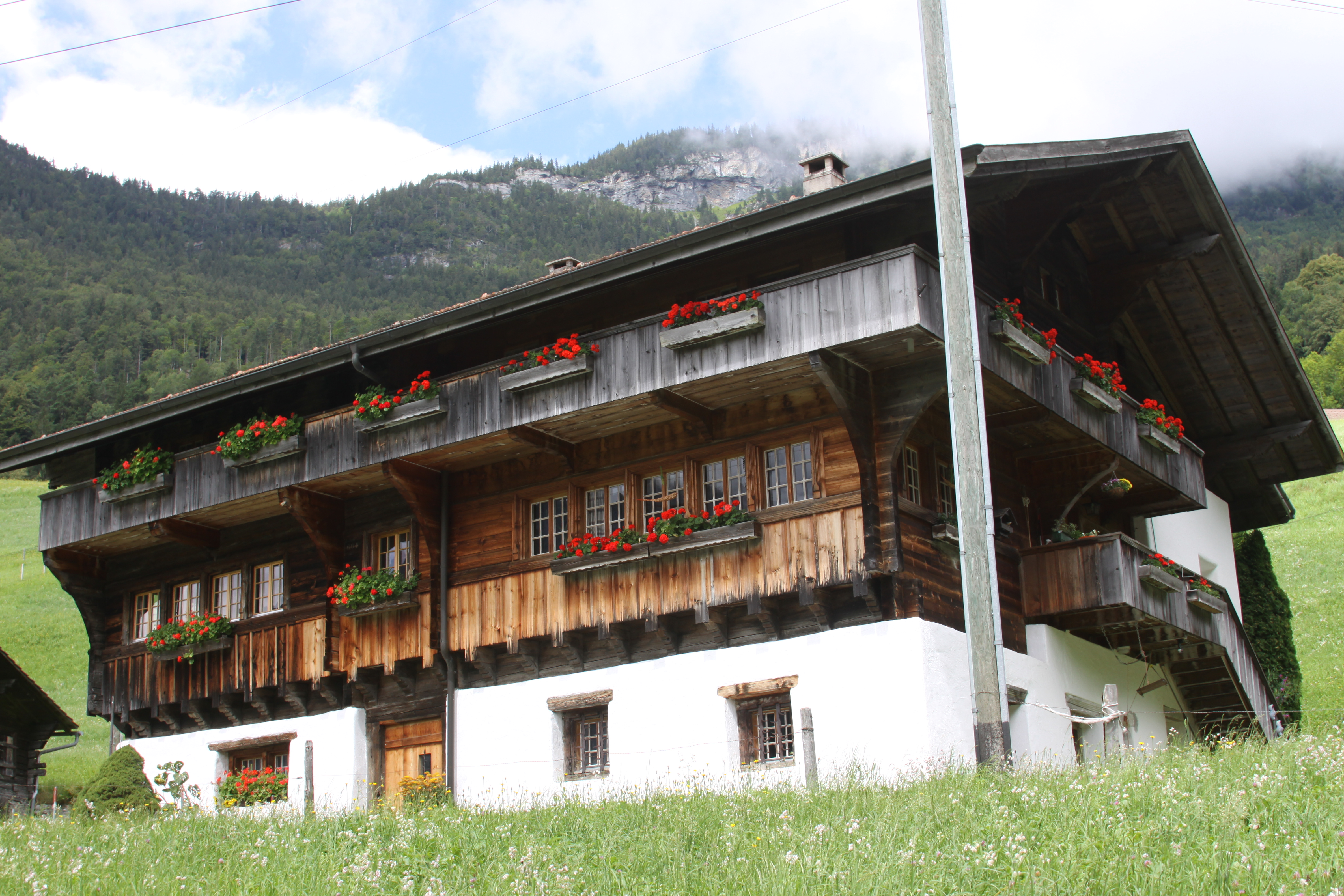
펠트하우스 빌러 순지텐

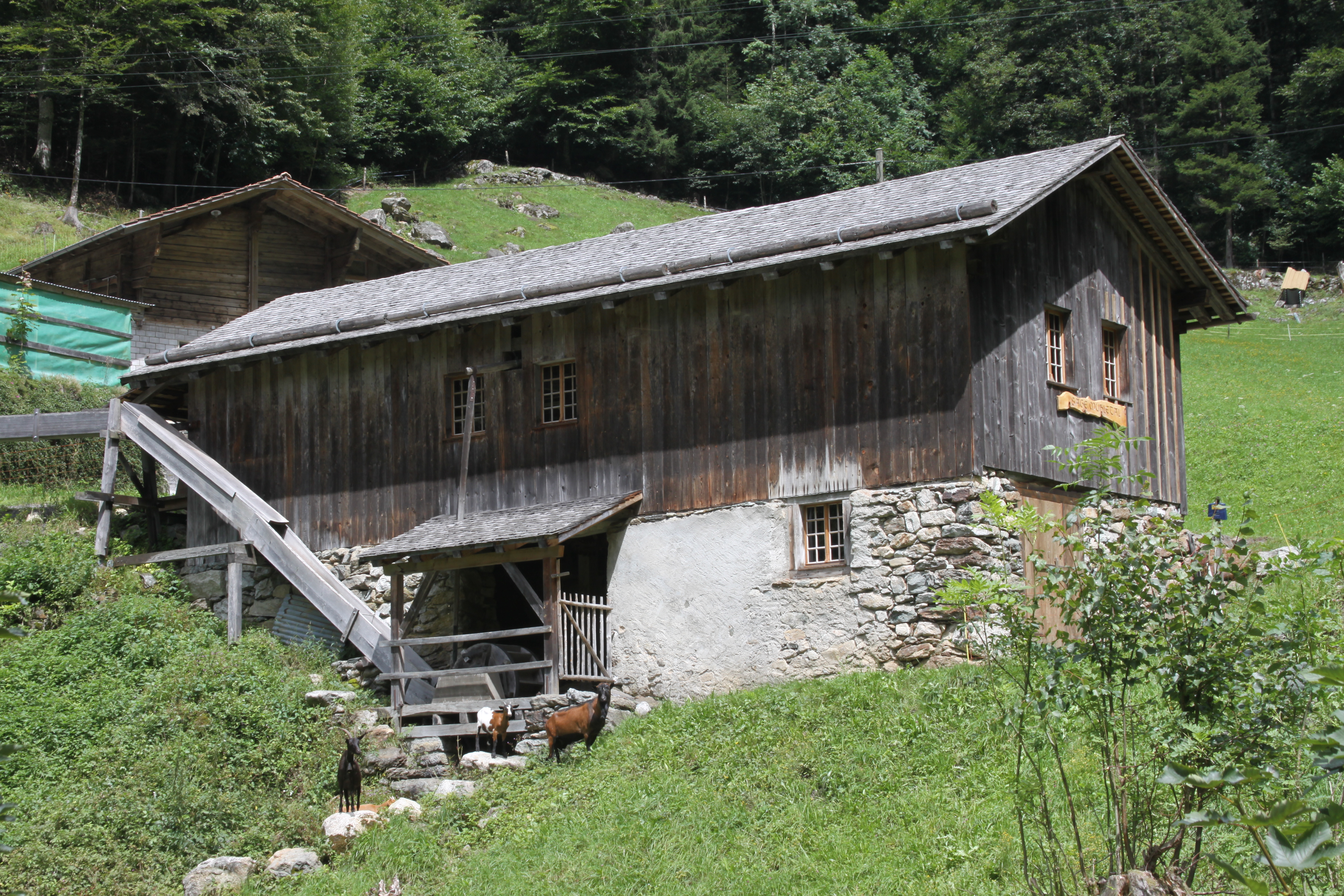
뮈흘레타 목제소

Feldweg 6에 있는 펠트하우스 빌러 순지텐(Feldhaus Wyler Sunnsiten)과 Uesers Milital 642 B에 있는 제재소는 스위스 국가중요유산으로 등재되어 있다.

## 정치
2011년 연방 선거에서 가장 인기 있는 정당은 55.7%의 득표율을 기록한 스위스인민당(SVP)이었다. 다음으로 가장 인기 있는 3개 정당은 보수민주당(BDP) (15.8%), 사민당(SP) (8.4%), FDP(자유당 )(6.6%)었다. 연방 선거는 총 329표를 투표했고, 투표율은 49.4%였다.

## 산업
이 마을은 상당한 양의 물을 공급받을 수 있고, 두 개의 수력발전소가 연간 약 150만 kWh의 전력을 공급하고, 220명의 고용인에게 고용된다.

## 경제

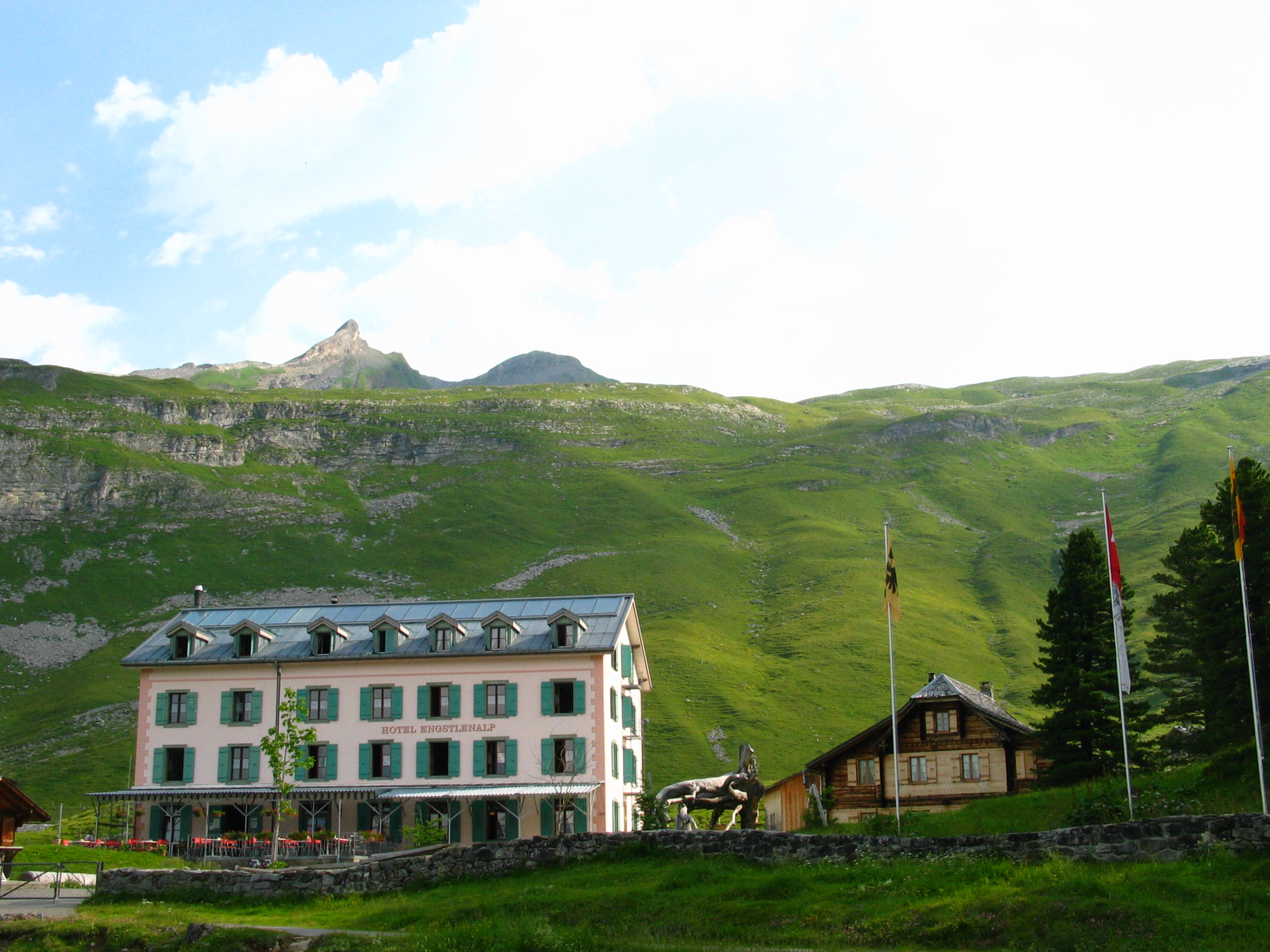
이너트키르헨의 호텔 엥글슈틀렌알프

2011년 기준으로 이너트키르헨의 실업률은 0.65%이다. 2008년 기준으로, 총 603명의 사람들이 시군에 고용되어 있다. 이 중 1차 경제 분야에 종사하는 사람은 91명, 이 부문에 종사하는 기업은 34개 정도였다. 2차 부문에는 351명이 고용되었고 이 부문에는 17개의 사업체가 있었다. 3차 부문에 161명이 취업했으며, 33개 사업체가 이 부문에 종사했다. 지방 자치체에는 474명의 주민이 고용되어 있었으며, 이 중 여성이 전체 노동력의 38.8%를 차지했다.
2008년에는 총 489개의 정규직이 있었다. 1차 부문의 일자리는 56개로 이 중 농업이 50개, 임업이나 목재 생산이 5개였다. 2차 부문의 일자리는 310개로 이 가운데 17개(5.5%)가 제조업, 57개(18.4%)가 건설업이었다. 3차 부문의 일자리 수는 123개였다. 3차 부문은 17개(13.8%)가 도소매 판매 또는 자동차 수리, 17개(13.8%)가 물품 이동 및 보관, 44개(35.8%)가 호텔 또는 식당, 6개(4.9%)가 보험 또는 금융업, 16개(13.0%)가 기술 전문가 또는 과학자, 7개(5.7%)가 교육, 8개(6.5%)가 건강관리에 관련된 일자리였다.
2000년에는 213명의 근로자가 시내로 통근했고, 210명의 근로자가 시외로 통근했다. 지자체는 근로자 순수 전출로 1명이 떠날 때마다 약 1.0명의 근로자가 지자체에 전입되었다. 이너트키르헨에는 총 264명(전체 477명 중 55.3%)의 근로자가 살고 있다. 근로 인구 중 17.7%가 대중교통을 이용해 출근했으며, 46.4%는 자가용을 이용했다.

2011년, 이너트키르헨의 기혼 거주자의 평균 지방세와 주세율은 12.3%였으며, 미혼 거주자는 18.1%였다. 이에 비해 같은 해 전체 주 평균 비율은 14.2%, 22.0%로 전국 평균은 각각 12.3%, 21.1%였다.
2009년에 지방세 납부자는 총 361명이다. 그 중 122개는 연간 75,000 스위스 프랑 이상을 벌어들였다. 1년에 15,000명에서 20,000명 사이의 돈을 버는 두 사람이 있었다. 이네르트키르헨의 CHF 그룹의 평균 수입은 102,493 CHF이며 스위스 전체의 평균 수입은 130,478 CHF이다.
2011년에는 인구의 1.2%가 정부의 직접적인 재정 지원을 받았다.

## 종교

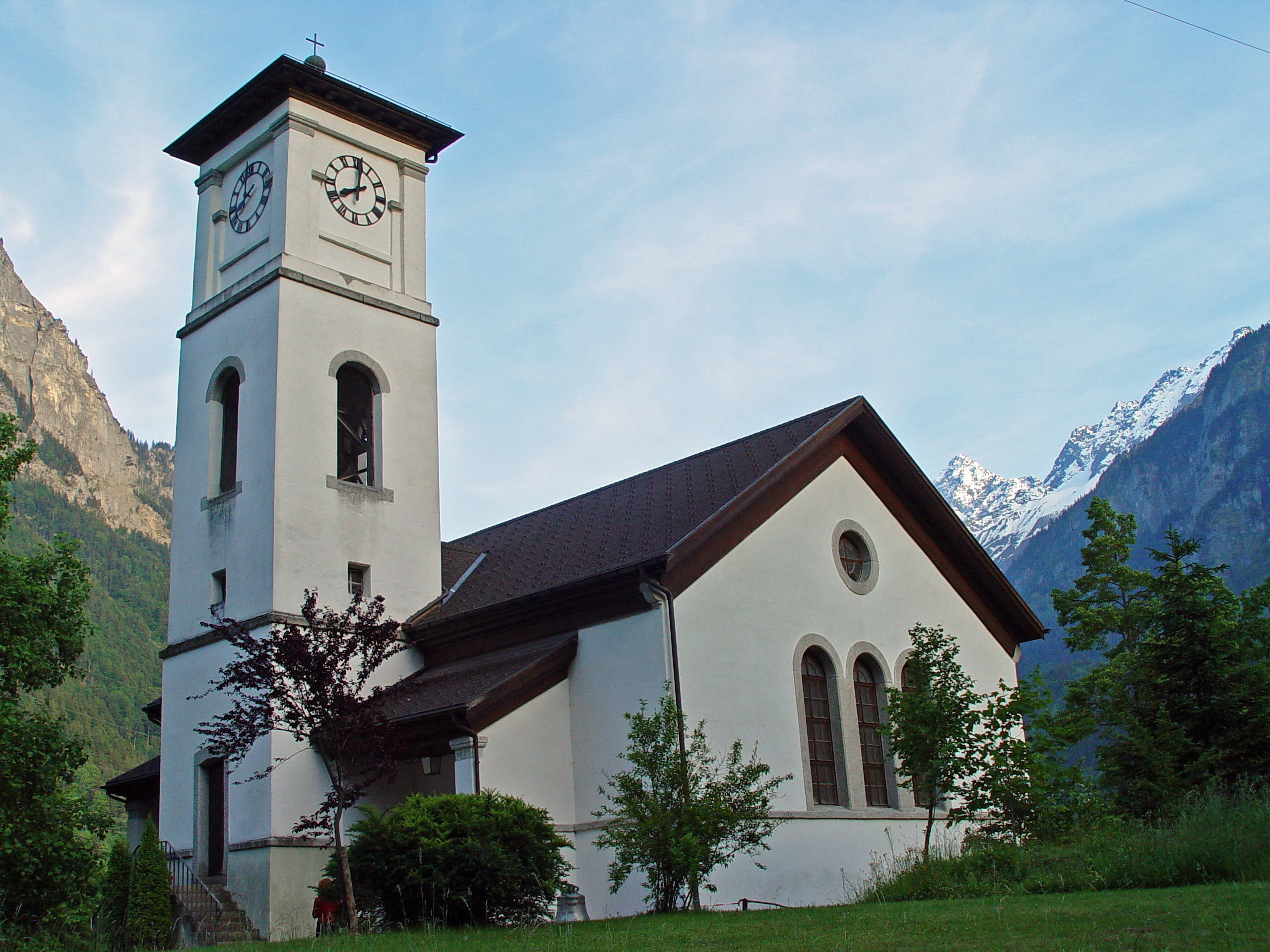
이너트키르헨 개혁 교회

2000년 인구조사에서 720명(76.9%)가 스위스 개혁 교회에 속했고, 115명(12.3%)가 로마 가톨릭에 속했다. 나머지 인구 중 정교회 교인은 3명(인구의 약 0.32%)이었고, 다른 기독교 교인은 12명(인구의 약 1.28%)이었다. 유대인이 1명, 무슬림이 9명(전체 인구의 약 0.96%)이었다. 불교도 1명과 타교회 소속 1명이었다. 36명(인구의 약 3.85%)은 교회에 속하지 않았고, 불가지론자 또는 무신론자였다. 그리고 38명의 개인(또는 인구의 약 4.06%)이 질문에 대답하지 않았다.

## 교육
이너트키르헨에서는 인구의 약 59.5%가 비의무 고등교육을 이수했으며, 11.7%가 추가 고등교육( 대학 또는 응용학문대학)을 이수했다. 인구 조사에 나와 있는 어떤 형태의 고등 교육을 이수한 65명 중 80.0%가 스위스 남성이고 9.2%가 스위스 여성이었다.
베른주의 학교 체계는 1년의 비의무 유치원 , 6년의 초등학교를 제공한다. 이후 3년 동안의 중학교 의무 과정을 거쳐 학생들을 능력과 적성에 따라 구분한다. 중학교 이하 학생들은 추가 교육을 받거나, 견습 과정에 들어갈 수 있다.
2011-12 학년도 동안 이너트키르헨의 수업에 총 86명의 학생이 참석했다. 시정촌에는 학생이 10명인 유치원이 하나 있었다. 시정촌에는 3개의 초등 학급과 50명의 학생이 있었다. 초등학생 중 4.0%는 스위스의 영주권 또는 임시 거주자(시민이 아님)였으며, 2.0%는 교실 언어와 다른 모국어를 사용했다. 같은 해에 총 26명의 학생이 있는 하나의 중학교가 있었다. 스위스의 영주권자 또는 임시 거주자(시민이 아님)인 15.4%가 있었고 7.7%는 교실 언어와 다른 모국어를 사용했다.
2000년 기준으로, 시정촌의 모든 학교에 다니는 학생은 총 108명이다. 이 중 105명은 시에서 거주하며 학교를 다녔고 3명은 다른 시에서 왔다. 같은 해에 33명의 주민들이 시외 학교에 다녔다.

## 교통

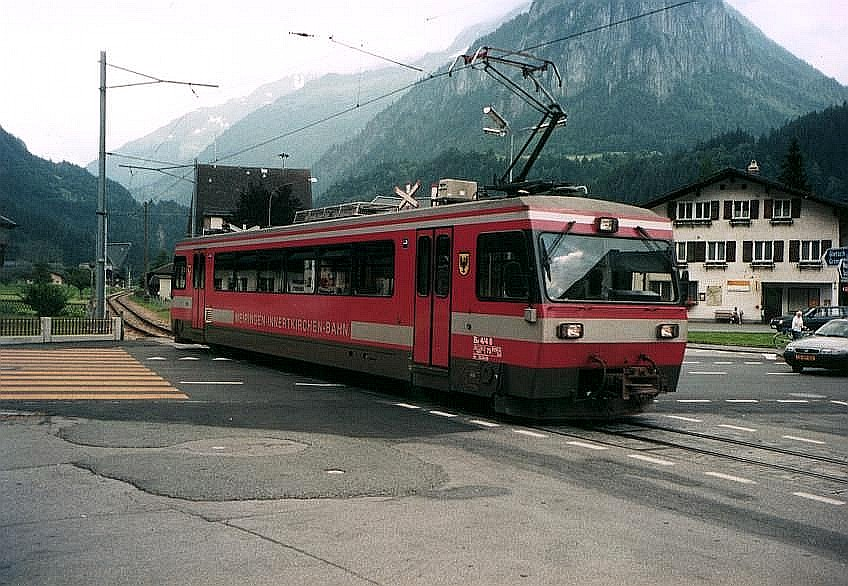
시내의 마이링엔-이너트키르헨 철도

이너트키르헨은 인근 지역 마이링엔-이너트키르헨 철도의 종점이며, 이 철도는 인근 마을인 마이링엔에 있는 마이링엔역과 마을을 연결 하는 미터궤 철도이다. 이너트키르헨에는 MIB 노선에 여러 역이 있다.
- 이너트키르헨 그림젤토어역
- 이너트키르헨 MIB역
- 이너트키르헨 운터바서역

마이링엔에서는 인터라켄에서 루체른까지 브뤼닉 철도로 연결할 수 있다. 그림젤 터널 건설이 계획대로 진행되면, 오버발트역을 향해 남쪽으로 추가 기차 여행을 제공할 것이다.